# Mikko Ilonen
Mikko Ilonen (Lahti, 18 december 1979) is een professionele golfer uit Finland.

## Amateur
Mikko speelde van 1995 - 2000 in de nationale selectie. In 2000 won hij het Brits Amateur op de Royal Liverpool Golf Club, als eerste Fin ooit.

#### Gewonnen
- 1998: Fins Amateur
- 2000: Brits Amateur

#### Teams
- Eisenhower Trophy: 1998, 2000
- St Andrews Trophy: 2000
- Bonallack Trophy: 2000 (winnaars)

## Professional
Ilonen is ook de eerste Fin die buiten Finland een toernooi van de Europese Tour won. Hij was een van de zeven spelers die in 2007 meer dan één toernooi won.

Ilonen speelt sinds 2010 op de Europese PGA Tour. Hij heeft daar al vier toernooien gewonnen.

#### Gewonnen
- 2007: Scandinavian Masters, Enjoy Jakarta Astro Indonesia Open
- 2013: Nordea Masters (-21)
- 2014: Iers Open

#### Teams
- World Cup: 2007
- Seve Trophy: 2007